# 桜川唯丸
初代 桜川唯丸（しょだい さくらがわ ただまる、1938年1月16日 - ）は、日本の江州音頭取り、歌手、詩人。大阪府寝屋川市出身。

## 来歴
1938年1月16日、寝屋川市下神田町に生まれる。

### 入門
1947年 - 1973年（入門からの修行時代）
9歳だった1947年（昭和22年）11月上旬、芸事好きだった母方の祖母に薦められて、寝屋川萱島在住の音頭取りの二代目桜川房丸
に弟子入り。
翌年8月、寝屋川市太秦の櫓で初櫓（デビュー）。
音頭修行に励み、師匠以外では、1950年（昭和25年）夏、神田天満宮での櫓で共演した中学1年生の時に、当時健在だった大倉壽賀義に初代房丸が学んだ耳に心地良い節（音頭）に深く影響を受けて取り組み、古老たちから河内音頭を学ぶ。
また、後年、寄席（『戎橋松竹』）に出演していた浪曲師近江源五郎の浪曲の節を巧みに江州音頭に取り入れ芸風の幅を広げた『浪曲江州音頭』に接した事にも魅力を感じていた。ほかに『バナナの叩き売り』で知られる啖呵売の口跡も研究した。
『早熟の音頭青年』として二十代の頃より、音頭界でもすでに頭角をあらわしていたが、常に「どうしたら、音頭を自分と同世代の若者の耳に聴いてもらえるんやろうか？」と悩み続ける。

### 独立
1974年
師匠から独立して『郷土芸術江州音頭桜川唯丸会』を結成。記念に『浪花遊侠伝（詩川しぐれ作詞）/ヤンレー節 鈴木主水』（テイチク、50-137）を自主製作発売。
1975年-1983年
以降、『河内音頭』が中心の北河内の盆踊りの櫓を『江州音頭』を中心に活躍を続ける。
以後、自らが営業努力しながらレギュラーの櫓を徐々に増やし、自身の出身地である地元の大規模な夏祭り『寝屋川まつり』は基より、東京で毎年催されている『錦糸町河内音頭大会（錦糸町河内音頭大盆踊り）』、『十三どんとこいまつり』といった地元以外の櫓に精力的に出演。一時引退まで口演を勤めた。
1984年
8月30日(木)『郷土芸術江州音頭桜川唯丸会 結成10周年記念納涼盆踊り大会』を中村とうよう、平岡正明、朝倉喬司らが後援者に名を連ねて開催する。なお、この模様はNHKテレビの夕方のニュースでも中継、報道された。
同イベントのゲストに江州音頭の本場滋賀県から三代目桜川梅勇、初代桜川貴美子、『真鍮家 二代目宗家』真鍮家文好（先代）、五代目桜川小龍、大阪江州音頭から入門時から研鑽しあった盟友であった初代河内家光司、桜川春月
、弟弟子の三代目桜川房丸。
河内音頭から『河内音頭初音家二代目宗家』初音家賢次といった音頭取りをゲストに迎え開催された。
1985年
この年の音頭シーズンより、当時流行中だった香港映画『霊幻道士』にヒントを得て、同作に登場するキャラクターのキョンシー（桜川唯正）、道士の代わりに僧侶（桜川唯清、他）が登場する演劇風にショーアップされた他に類をみないステージングは音頭界のみならず大阪の音楽界でも注目を集め、音頭に興味がなくともそのパフォーマンス見たさのファンも櫓に集まりだした。

### 東京へ
1988年頃
多くの音頭イベントを手がけたプロデューサー的存在だった持田寿一の紹介で京都のスカファンクバンドとして知られたザ・ノーコメンツのリーダーであり、以前、河内家菊水丸のプロデュース経験のあった佐原一哉と知り合い、プロデューサー兼キーボーディストを勤め、やがて従来の初代唯丸バンド（唯丸会）と、佐原が率いるバンド（スピリチュアル・ユニティ）が合同で伴奏を務める様になり、この事が契機となりライブハウスにも活動の場を広げて次第に東西のロックファンやミュージシャンから注目を集めた。
1990年
8月18日『四天王寺ワッソ前夜祭』のイベント『エスノポップ・インオオサカ』出演。
上々颱風のファーストアルバム『上々颱風』では『仏の顔もIt's all light』に参加以後、各種音楽イベントに出演するようになり上々颱風、ネーネーズ、照屋林助、S-KEN、近藤等則＆IMA、などと共演する。

### 一時引退までの活動
1991年
5月6日『関西・沖縄ジャワNITES エグイナイト』（東京グローブ座）出演。
夏、NHK大阪放送局製作のドキュメンタリー『新日本探訪』にて取り上げられ出演する。
道頓堀『大阪キリンビアクラブ内パラノイア』(2018年現在現存せず)にて開催された『エスケンのカメレオンナイト』に出演。ウルフルズと共演。
『後楽園ルナパーク』にて開催された『エスケンのカメレオンナイト』のスペシャルイベント『東京ラテン宣言スペシャル'91』に出演。
8月30日、『ウォーマッド91・イン・横浜』に初代桜川唯丸会withスピリチュアル・ユニティ出演。競演、上々颱風、スザンヌ・ヴェガなど。
12月15日、折からのワールドミュージックブームの波に乗り、佐原一哉プロデュースのアルバム『ウランバン』（WAVE AZAレコード WWCP4006）を"桜川唯丸&スピリチュアル・ユニティ"名義で発表。
従来の民謡や浪曲のファンよりもロックファンに良質のダンスミュージックと評価され、意外にも拍手を持って迎え入れられ、滋賀県や、大阪の北河内地方の民謡に過ぎなかった江州音頭でロック界に旋風を巻き起こし、積年の唯丸自身の夢が叶えられた。
1994年
『京都遷都1200年記念イベント ニッポン音楽の水脈』に出演。伊藤多喜雄、都はるみ、三波春夫と共演する。
その一方、従来通りの地元での盆踊り櫓にも精力的に出演を続けていた。

### 一時引退
1995年
『ウランバン』に続く次回作を期待されながら、一身上の都合で引退を決意。
同年夏に開催された『劇場飛天前広場での盆踊り』を最後に弟子の唯美智（桜川唯丸 (二代目)）に名前を譲り約半世紀に及んだ音頭取り生活から一時引退した。
その後、『黒い雨』はテクノポップユニットのハイポジがミニアルバム『カバのオツム』で（1995年）、ネーネーズ初代リーダーの古謝美佐子が2003年からライブで歌い続け2005年にシングルCDとして発表。
また、『敷座』を大西ユカリと新世界がカバー（2003年）した。
アフリカ大陸エジプトの歌手のアリ ハッサン クバーン（Ali Hassan Kuban）が『さのせ』をアルバム『リアル・ヌビア（Real Nubia）』（1995年）の中の収録曲『Sanose (It's Japanese)』としてカバー、発表した。

### 一時引退後
引退直後から京阪本線大和田駅前で雑貨店を経営したり、還暦を迎えた事を契機に兼ねてから興味のあった精神世界に関する事や東洋占星術（九星気学）を本格的に学び出して修めた後に、平田唯心と名乗り、運勢鑑定士心理療法カウンセラーとして、2020年1月現在も並行して活躍している。

### 復活
2006年11月12日
東京新橋ヤクルトホールで催された『古謝美沙子唄会スペシャル／沖縄と竹田、河内の伝えウタ』（佐原一哉プロデュース構成）に出演する為、11年ぶりに公的な舞台に登場。

### 復活以降の活躍
2011年
7月16日
更に5年を経て、東京浅草木馬亭で催された『てなもんや浪漫バラエティー さても一座の皆々様方へ』に出演。芸題『俊徳丸』『刈萱』。
共演、
タイヘイ夢路（元タイヘイトリオ）、春野恵子
河内音頭【初音会】『民謡河内音頭初音家四代目宗家』（初音家秀若、
初音家石若
初音家歌月)
10月2日・11月6日・12月4日
上記のイベントがきっかけとなり、トークイベント『河内＆江州音頭セミナー「談論モノガタリ ノ キオク」』（於 難波・はなのや）を開催。初音家秀若と出演。
2012年
1月15日・2月5日・3月4日
河内音頭の初音家秀若、先祖芸とされる『正調河内音頭交野節』
の美谷川菊若=みやがわ・きくわか（3月のみ）、同じく先祖芸とされる『寺方提灯をどり（または寺方提灯音頭）』の会川藤助 (二代目)=かいかわ・とうすけ（3月のみ）と『モノガタリ宇宙 IN 梅田～音頭三昧』（於 扇町 ムジカジャポニカ）に出演。
2月22日
『唯丸流おもしろ音頭塾 VOL.1』（於 高円寺 円盤）。共演 柳家小春（江戸音曲）出演。
2月23日
『モノガタり宇宙 IN 新宿～VOl.2 大衆芸能考-桜川の源流を訊ねる』（於 新宿ゴールデン街劇場）共演 桜川ぴん助社中（かっぽれ）出演。
3月30日
モノガタり往来 IN 新宿 『VOl.3 モノガタリのリズム』（於 新宿ゴールデン街劇場）』に出演。
共演、初音家秀若（四代目宗家・河内音頭）初音家歌月（河内音頭・太鼓）＆向島ゆり子（ヴァイオリン）、中尾勘二（クラリネット）、久下惠生（ドラムス）、澤田隆治（司会・監修）。
3月31日
てなもんやローオンバラエティ『第四回 暁照夫モノガタリ万華鏡-うなる・かたる・ひく』（於 浅草木馬亭）に出演。共演 暁照夫（浪曲・三味線・漫談）。初音家秀若（河内音頭初音家四代目宗家・ギター）&初音家歌月（河内音頭・太鼓）&虹友美（浪曲三味線 曲師）。スペシャルゲスト 鉄砲博三郎（河内音頭）。司会進行、澤田隆治（メディア・プロデューサー)。
10月28日
『音頭三昧 ONDO EXODUS! 2012 あき』（於 芦原橋リバティーホール）に出演。
【司会進行】澤田隆治（メディア・プロデューサー）、初代桜川唯丸。
【浪曲河内音頭】初音家秀若（音頭・太鼓・ギター 河内音頭初音家四代目宗家）、初音家石若（音頭・ギター）、初音家歌月（音頭・太鼓）他。
【江州音頭】二代目 桜川唯丸（音頭、唯丸会会主）、四代目 桜川音丸（音頭、音丸会会主）、桜川唯清（囃子）、桜川唯正（囃子）他。
【交野節】
二代目 会川藤助（音頭、寺方提灯踊り保存会）
美谷川菊若（音頭、正調河内音頭交野節美谷川会会主）
美谷川かえる（太鼓）
吉田昌信（囃子 寺方提灯踊り保存会 江州・河内音頭研究家）他
【為丸節】二代目玉子屋円辰（音頭）他
【歌亀節】吾妻家冨士若（音頭）他
【特別出演】鉄砲博三郎（音頭）他
【演奏】《ちんどん通信社》林幸治郎（チンドン）、小林信之介（クラリネット）、ジャージ川口（バンジョー）、恵美寿家久若（ギター 江州+河内音頭恵美寿会）、華乃家福人（アコーディオン 華乃家）、宮田あずみ（コントラバス）、下村よう子（囃子）。
2013年
3月10日（日曜日）
『音頭三昧 ONDO EXODUS! 2013 はる 鉄砲博三郎CD発売記念コンサート 音頭師一代』（於 (於 芦原橋リバティーホール）。監修・司会（澤田隆治と共同司会）。
出演 
【河内音頭 鉄砲節】
鉄砲博三郎
鉄砲菊春+まんだ会＋中尾勘二(テナーサックス)
【伝承河内音頭 交野節】美谷川菊若+美谷川会
【浪曲河内音頭】初音家石若+初音家歌月。
2015年
5月頃、交流が以前からあった、歴史的流行歌、演芸の復刻を手掛ける『ミソラレコード』、フリージャズなどを手掛けるレーベル『off note』を運営している神谷一義の仲介で、神谷と日本各地の民謡を研究・習得・実演する音楽サークルで『モノガタリ宇宙の会』を主宰している中西レモンが中心となり『初代桜川唯丸通信講座』を発足。
尚、江州音頭の『唯丸節通信教育』を始めたい構想は、唯丸自身が引退後から常に構想していた。
当初は文字通りの通信講座のみだったが、彼らと江州音頭に興味のあった会員たちに東京に招聘され、桜川唯丸会を独立したばかりの桜川唯正改め辺高正(ほとり・たかまさ)と共に行ない始め『初代桜川唯丸流江州音頭』と名乗る様になる。。
2018年
4月10日(火)
『ゴトウゆうぞうショー vo.85』(於 京都 丸太町 拾得)に於いてゲスト出演を果たす。

## 好きな歌手と女優
- 青年時代は同世代である五月みどりがアイドルだった。

- DREAMS COME TRUEの吉田美和のファン。

## 芸題（外題 ネタ）・詩作
唯丸会のネタのほとんどは元来、房丸会などに継承されていたものを初代唯丸が脚色、または作詩し、彼の手掛けた台本（ネタ、外題、芸題）は最初の引退後に郷土芸術江州音頭二代目桜川唯丸会に引き継がれ継承されている。
二代目唯丸の十八番で知られる『木津勘助/ヤンレー節-鈴木主水』の詩は初代唯丸の脚色で、元来は以前から浪曲や落語や浄瑠璃でお馴染みの演目である。
同じ様に初代唯丸十八番の『忠臣蔵抜き読みの内神崎与五郎東下り』は桜川唯正が、また『佐渡情話』は桜川唯清が、『仲乗り新三』は桜川唯玉が、その他の持ちネタも他の弟子たちに伝承、口演されて続けている。
なお、江州音頭は師匠からネタをもらう際、他の伝統芸能のように師匠の節を受け継ぐが、初代～二代目唯丸会は演者独特の節付けが最低限のルールの元、原則的に許されている。

## 弟子
- 桜川唯行 桜川唯行会会主 初代唯丸筆頭弟子、1934~、寝屋川市、守口市。

- 二代目桜川房勝（唯香、元二代目桜川房勝会(解散)会主 門真市、守口市）
- 桜川勝龍 (故人 二代目房勝実弟)
- 二代目 桜川唯丸（唯美智、郷土芸術江州音頭二代目桜川唯丸会会主 門真市）
- 桜川唯彌壽（引退？）
- 桜川唯龍（寝屋川市出身 1940~ 京都府綴喜郡宇治田原町）
- 桜川唯光（引退？）
- 桜川唯博（故人）
- 桜川唯華（桜川唯華会会主 1967~ 守口市）
- 桜川唯菊（宮崎県延岡市出身。1982年、初代唯丸会入門。桜川唯菊会会主-1999年頃解散。守口市 門真市で活躍した後引退）

- 辺高正（ほとり・たかまさ。前名 桜川唯正 1950~ 大阪府門真市出身）[32]

- 桜川唯清(1936~、長野県飯田市出身。守口市郷土芸術江州音頭二代目桜川唯丸会）[33]

- 桜川唯玉（1949年~、和歌山県日高郡美浜町出身、郷土芸術江州音頭二代目桜川唯丸会 初代唯丸最後の弟子。[34]）

ほか
（だいたいの入門順。括弧内は肩書き、出身地<判明分のみ>別名、旧芸名 所属、主宰会派名 本拠地域）

## 関連人物
- 桜川唯丸 (二代目)
- 初音家賢次
- 河内家光司 (初代)
- 鉄砲博三郎
- 朝倉喬司
- 中村とうよう
- 平岡正明
- 澤田隆治
- 古謝美佐子
- 佐原一哉
- 大西ユカリ
- ハイポジ

## レコード・CD
- 浪花遊侠伝（詩川しぐれ作詩）/ヤンレー節 鈴木主水（1974年 EPレコード 『桜川唯丸会結成記念盤』- 自主製作 テイチク TE50-137）
- 上々颱風（1990年9月30日発売  EPIC SONY ESCB109『仏の顔もit's all light』 詩曲 佐原一哉 ゲスト）
- ウランバン（1991年12月15日 AZAレコード WWCP4006 WAVE）
- ウランバンDX（2006年10月26日発売 Disk Milk DM007）※佐原自身のレーベルから発売された、従来盤にライブ録音盤と新たに新録音を含む二枚組CD
- 世界最強河内系SONGS/続、続々カワチモンド（2012年6月6日発売 テイチク TECH-32296）『浪花遊侠伝（詩川しぐれ作詩）/ヤンレー節 鈴木主水』収録 CD 2枚組
- 音頭三昧 Ondo Sama-dhi初代 桜川唯丸（DVD+CD ミソラレコードより2024年現在 発売未定）

## ビデオ
- 桜川唯丸会結成十周年納涼盆踊り大会（郷土芸術桜川唯丸会-撮影・構成 中川仁 1984年9月 郷土芸術桜川唯丸会=私家版）
- ザッツ・河内音頭（1990年10月）

## 出演
- ニュースワイド (NHK大阪放送局)630 (1984年8月30日)

- 新日本探訪（1991年8月 NHK大阪）

### 書籍
- 門真町史（1962年 門真町）
- ミュージック・マガジン（1984年頃から1992年、2006年記事掲載）
- 河内望郷歌（佐々木幹郎 1989年 五柳書院）
- 別冊太陽「日本の音楽」No.75（1991年 平凡社）
- 日本一あぶない音楽―河内音頭の世界（1991年 JICC出版局）
- 浪曲的（平岡正明 1992年 青土社）
- 大阪お芝居学（持田寿一 1994年 新泉社）
- 大阪お笑い学（持田寿一 1994年 新泉社）
- CDジャーナル（2012年6月号）
- @DIME（2012年6月19日号 小学館）
- レコード・コレクターズ（2012年7月号）

### その他
- 桜川唯丸会芸題（桜川唯丸 1974-95年 郷土芸術江州音頭桜川唯丸会=私家版）